# アヴェン川

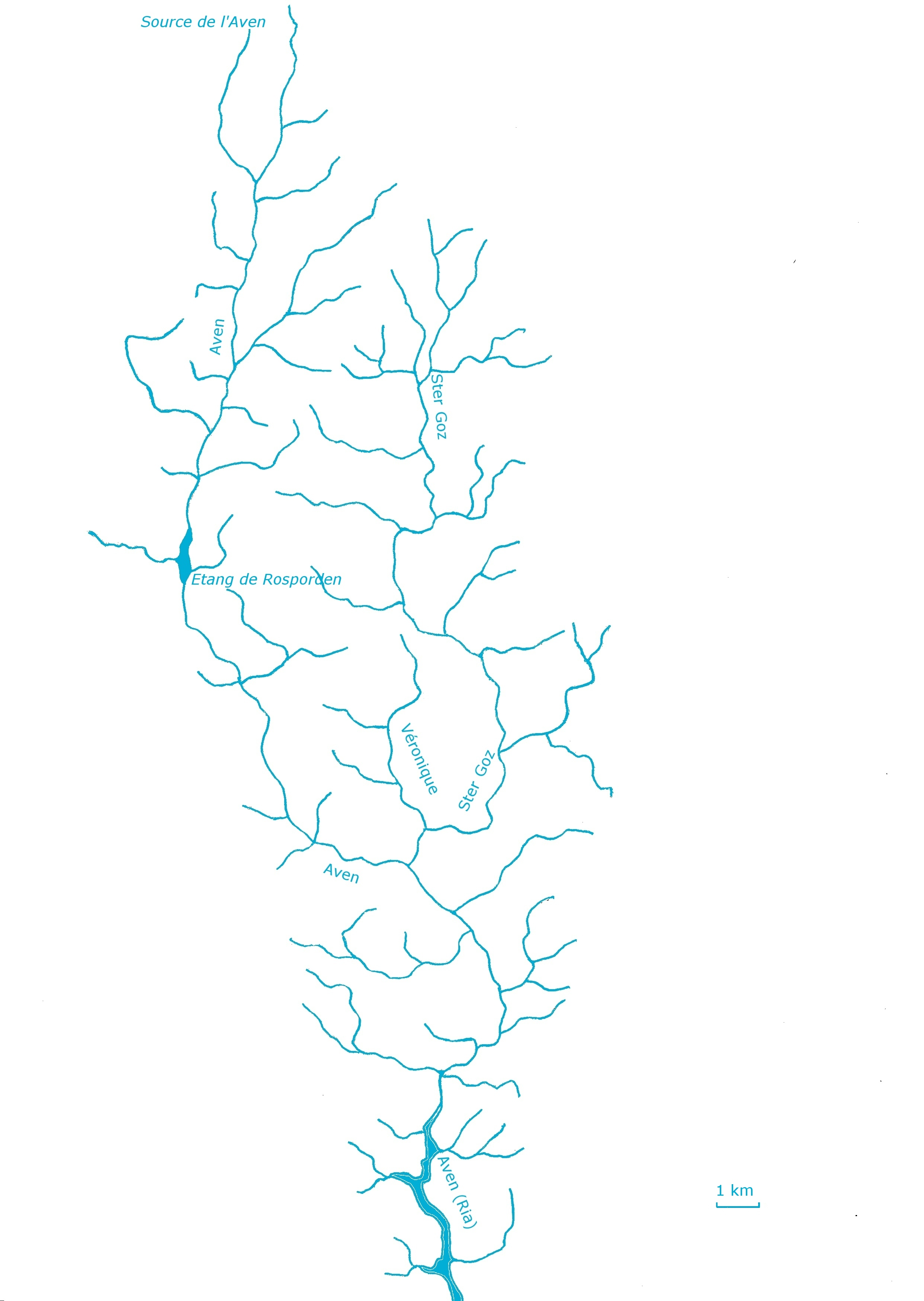
アヴェン川

アヴェン川（アヴェンがわ、フランス語: Aven）は、フランス北西部を流れ、延長が39km、流域面積は184km²、ブルターニュを水源とし、大西洋に注ぐ川である。

## 沿革
19世紀後半にポール・セリュジエらの画家が住んだ都市ポン＝タヴァンが河口である。アヴェン川沿いの地域や風俗はポール・セリュジエによって1888年に「愛の森」や「護符」（オルセー美術館蔵）に描かれたほか、その他のポン＝タヴェン派の画家によっても多数取り上げられた。

## 主な流域の自治体
- ポン＝タヴァン